# Сеймур (переписна місцевість, Вісконсин)
Сеймур (англ. Seymour) — переписна місцевість (CDP) в США, в окрузі О-Клер штату Вісконсин. Населення — 1501 особа (2020).

## Географія
Сеймур розташований за координатами 44°49′34″ пн. ш. 91°25′54″ зх. д. / 44.82611° пн. ш. 91.43167° зх. д. (44.826094, -91.431626).  За даними Бюро перепису населення США в 2010 році переписна місцевість мала площу 7,67 км², з яких 5,91 км² — суходіл та 1,76 км² — водойми.

## Демографія
Згідно з переписом 2010 року, у переписній місцевості мешкало 1418 осіб у 574 домогосподарствах у складі 435 родин. Густота населення становила 185 осіб/км².  Було 613 помешкання (80/км²).
Расовий склад населення:
| - 96,6 % — білих - 1,1 % — азіатів - 0,7 % — корінних американців - 0,4 % — чорних або афроамериканців |

До двох чи більше рас належало 1,1 %. Частка іспаномовних становила 0,7 % від усіх жителів.
За віковим діапазоном населення розподілялося таким чином: 19,8 % — особи молодші 18 років, 65,2 % — особи у віці 18—64 років, 15,0 % — особи у віці 65 років та старші. Медіана віку мешканця становила 45,8 року. На 100 осіб жіночої статі у переписній місцевості припадало 110,7 чоловіків;  на 100 жінок у віці від 18 років та старших — 108,2 чоловіків також старших 18 років.
Середній дохід на одне домашнє господарство  становив 72 535 доларів США (медіана — 57 372), а середній дохід на одну сім'ю — 83 138 доларів (медіана — 72 424). За межею бідності перебувало 15,4 % осіб, у тому числі 34,3 % дітей у віці до 18 років та 4,5 % осіб у віці 65 років та старших.
Цивільне працевлаштоване населення становило 889 осіб. Основні галузі зайнятості: освіта, охорона здоров'я та соціальна допомога — 23,7 %, виробництво — 19,7 %, науковці, спеціалісти, менеджери — 11,9 %, роздрібна торгівля — 10,0 %.